# Nazionale A di rugby a 15 del Sudafrica
La nazionale A di rugby a 15 del Sudafrica, o più semplicemente Sudafrica A, nota in passato come Junior Springboks e South Africa Gazelles e più recentemente come Emerging South Africa, è la seconda selezione nazionale maschile di rugby a 15 del Sudafrica sotto la giurisdizione della South African Rugby Union.
I criteri utilizzati dalla Federazione sudafricana per convocare i giocatori all'interno della selezione sono variabili.

## Storia
Dopo l'esistenza di una prima selezione non ufficiale sudafricana nel 1931, un'altra squadra fu ufficialmente fondata nel 1932. La neonata formazione disputò il primo incontro internazionale con la nazionale argentina durante il tour nel Paese nel mese di luglio; l'incontro terminò 42-0 in favore dei sudafricani. Grazie al successo delle tournée 1932 e 1959 in Argentina e Cile e dato che molti giocatori in seguito approdarono negli Springboks, la squadra venne mantenuta alternando le denominazioni di Junior Springboks e di South Africa Gazelles (in italiano: Sudafrica gazzelle) e impiegata in trasferte apposite con diversi criteri di selezione: a volte una vera e propria selezione B, altre volte come formazione Under-23 o Under-21. La seconda nazionale si recò ancora in Sud America nel 1966, 1972 e 2004, oltre che in Europa nel 1996, 1998, 2000 e 2001.
L'Emerging South Africa (in italiano: Sudafrica emergente) partecipò nel 2007 e nel 2008 alla Nations Cup, una competizione minore organizzata e promossa dall'IRB (poi World Rugby), vincendo entrambe le edizioni disputate contro le seconde selezioni Argentina A ed Italia A e le nazionali di: Georgia, Namibia, Romania, Russia e Uruguay. Gli allenatori nelle due edizioni furono rispettivamente Peter de Villiers e Chester Williams.
Nel 2012 la selezione perse lo status di seconda squadra nazionale, dietro agli nazionale maggiore, a favore della nazionale Under-20; il cambiamento fu dettato da scarsa attività degli Emerging Springboks. A partire dal 1º gennaio 2018, i nuovi regolamenti introdotti da World Rugby modificarono le gerarchie e proibirono alle federazioni di designare una selezione Under-20 come seconda formazione nazionale.
La seconda squadra nazionale viene sporadicamente impegnata in alcuni match preparatori o di contorno contro selezioni (p. es. British and Irish Lions) e nazionali in tour in Sudafrica; oltre a disputare incontri con altrettante formazioni "A", come durante i test di metà anno 2016 quando il Sudafrica A prese parte ad una serie di due partite contro l'England Saxons, a Bloemfontein e Città del Capo, perdendole entrambe coi rispettivi punteggi di 24-32 e 26-29.

## Palmarès
- Nations Cup: 2
2007, 2008